# レオン・フラマン
レオン・フラマン（Léon Flameng、1877年4月30日 - 1917年1月2日）は、フランス、パリ出身の自転車競技選手。
1896年の第1回近代オリンピック開催となったアテネオリンピックで、3種目制覇を果たした同胞のポール・マソンの一番のライバルとして君臨した。
優勝したのは100kmレースであるが、当レースの完走者はわずかに2人。3時間08分19秒2のタイムで走破した。10kmレースでは17分54秒2で走破し、マソンと同タイムゴールの2位。2kmスプリントでは3位となった。また333mタイムトライアルでは5位だった。